# Rail & Maritime Transport Union
Die Rail & Maritime Transport Union (RMTU) ist eine Gewerkschaft für Transportarbeiter im Bahnverkehr, auf der Straße und im maritimen Bereich in Neuseeland.

## Geschichte
Die Gewerkschaft wurde im April 1995 durch den Zusammenschluss zweier Gewerkschaften gebildet, der National Union of Railway Workers, die für die Arbeiter der Eisenbahn zuständig waren und der Port Union, in der die Hafenarbeiter organisiert waren. Aus der Verbindung entstand die Rail & Maritime Transport Union, die am 10. April 1995 beim New Zealand Companies Office offiziell registriert wurde.

## Gewerkschaft
Die Gewerkschaft bezeichnet sich selbst als eine starke Demokratische Industrie-Gewerkschaft. Sie besitzt 26 Gewerkschaftsbüros in allen wichtigen Städten über das Land verteilt und hat ihren Hauptsitz in Wellington. Die Gewerkschaft ist für alle Beschäftigte offen, die im Transportgewerbe tätig sind.

## Gewerkschaftsmagazin
Die Gewerkschaft gibt seit März 2006 mit dem The Transport Worker eine Magazin für seine Mitglieder heraus.